# 白子 (鈴鹿市)

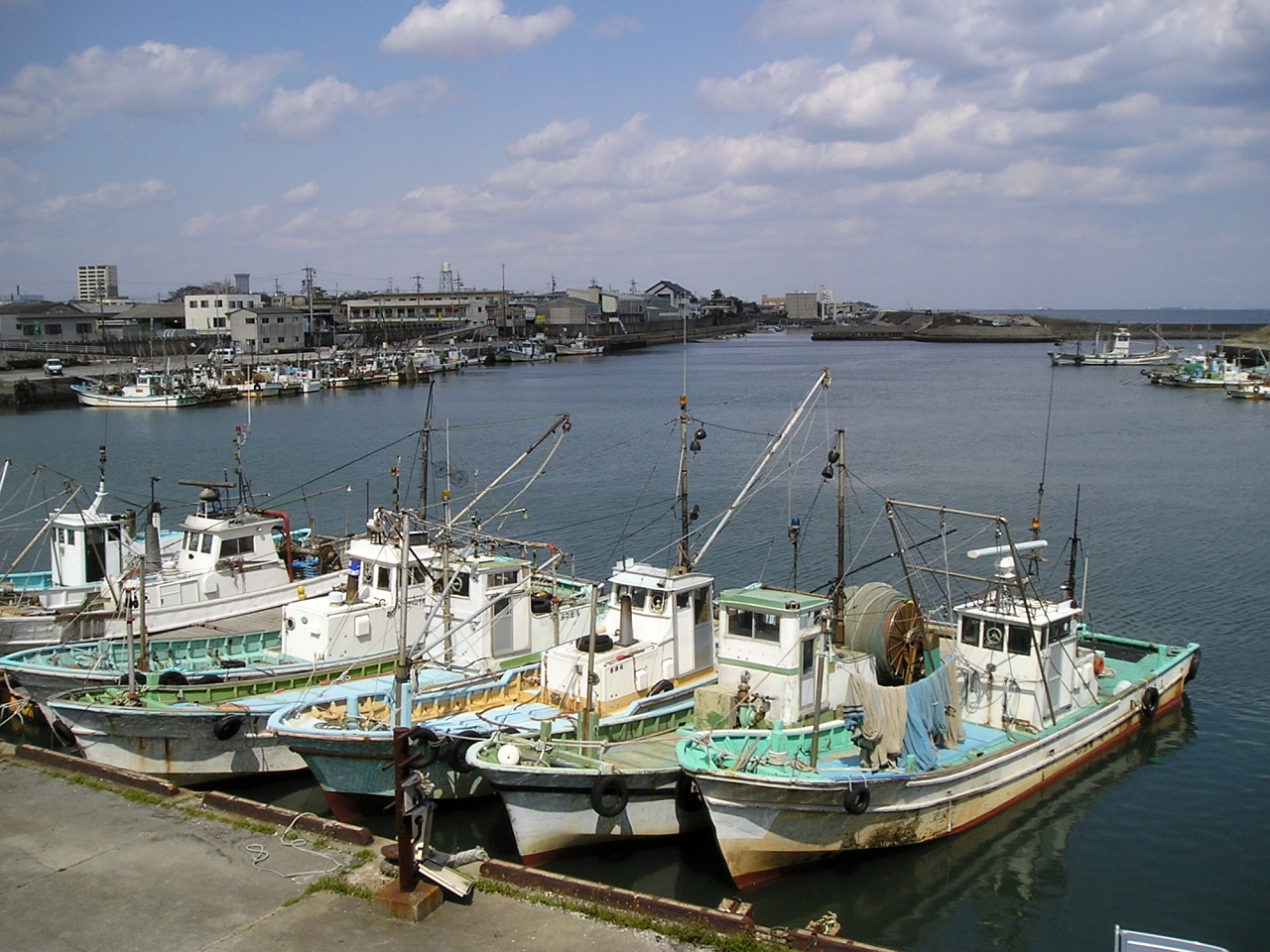
白子一丁目にある白子港
（2009年3月撮影）

白子（しろこ）は、三重県鈴鹿市にある地名。現行行政地名は白子一丁目から白子四丁目まである。「しらこ」と誤読されることがあるが、「しろこ」と読むのが正しい。
白子港を持つ水産業の町であるとともに、近鉄特急の停車する白子駅を擁する鈴鹿市の玄関口である。

## 地理
鈴鹿市南東部、東側を伊勢湾に面する。近鉄名古屋線によって地域が2つに分けられ、名古屋線の東側に一丁目と二丁目、西側に三丁目と四丁目がある。さらに三丁目と四丁目の境には国道23号が通る。一丁目は港湾施設（白子港・白子漁港）と住宅地、二 - 四丁目は住宅地である。内陸部の神戸（かんべ）と並ぶ鈴鹿市の中心市街地をなす。
北は白子駅前・白子本町、南は寺家（じけ）四丁目・同五丁目、西は白子町に接する。
堀切川が流れ、同川の河口に相当する。

### 港湾
白子の港は法的には商業港の白子港と漁港の白子漁港の2港からなる。どちらも海産物を扱っており、周辺漁港を含めた拠点となっている。江戸時代には紀州藩が手厚く保護した港湾で、伊勢湾内の物流の中核として発達、戦中には軍港になったこともある。鈴鹿市当局は白子港をまちづくりの核と考えており、鈴鹿漁業協同組合白子支部が主催する港湾でのイベントの参加者数を2010年（平成22年）には2004年（平成16年）比の10倍に相当する年間200万人にする目標を掲げている。

## 歴史

### 草創期
平安時代の史料『摂政右大臣家（忠実）政所下文』には既に「白子浜」として地名が記録されている。同書によると、白子浜は稲生社領四至の東限であったという。南北朝時代には藤原忠実の荘園である栗真荘の白子別分であり、分米68石余と分銭22貫余が課されたという建武2年（1335年）の記録がある。この頃には、聖武天皇の勅願寺である白子山観音寺境内にある「白子不断桜」が京都でも知られていたという。また既に港が栄えていたことが分かっており、『山科家礼記』の文明12年11月15日（1480年11月16日）の記録には白子港を出入りする船から入港料金を徴収していたことを窺わせる「伊勢国栗真帆別津料」という文字が見いだせる。応仁の乱の折には足利義視が北畠教具に伴われて白子へ到着、応仁2年7月28日（1468年8月15日）に世保氏と一戦を交えて勝利したと伝えられる。

### 成長期
江戸時代には伊勢国奄芸郡（あんきぐん）に属し、白子村あるいは白子町と称した。藩政では元和5年（1619年）を境に津藩から紀州藩に所属が変更となった。紀州藩は白子の港を重視し、紀州侯別邸や白子代官所などを置き、伊勢商人も伊勢湾における物流の拠点として重宝していた。商人が拠点としたのは、白子から出港する千石船は紀州徳川家の旗印を掲げて江戸に入港することが許されたからである。こうしたことから白子では地場産業が発達し、伊勢型紙や鈴鹿墨は現代まで伝わる伝統工芸品となった。特に伊勢型紙の生産・販売に携わる者は株仲間を結成し、型商人の株仲間は宝暦3年（1753年）には37名、型彫職人の株仲間は文政9年（1826年）に23名にのぼった。中でも有力な商人は紀州藩に献金をして地士となり、帯刀が許されたり、伊勢松坂の国学者・本居宣長に弟子入りして自らの邸宅に招いたりするほどの力を有した。また、白子は伊勢参宮街道の宿場町としても機能し、隣接する江島村を含めて10軒前後の旅籠があった。宿駅は江島村と合同で運営し、人や馬などの取り扱いは月の前半12日を白子村が、後半18日を江島村が担当した。
明治時代になると、1871年（明治4年）に安濃津県庁直属の捕亡吏（後の鈴鹿警察署）が置かれ、1875年（明治8年）に敬業学校（現在の鈴鹿市立白子小学校）を設立するなどの近代化が進められた。また1889年（明治22年）に近隣3町村が合併して白子町が誕生した際には「白子町白子」という地名となって町役場が置かれ、1893年（明治26年）には郡役所も開設された。民衆の生活面でも1910年（明治43年）には電灯が灯り、1915年（大正4年）には伊勢軽便鉄道白子駅が開業、1923年（大正12年）には海陸物産市場が開かれ、郡の中核として発展した。

### 転換期
転機が訪れたのは1937年（昭和12年）の鈴鹿海軍航空隊・基地の設置であった。同基地の開設により白子港は軍港となり、横須賀海軍工廠施設部が開設されたほか、相次いで大日本帝国海軍の関連施設が建設された。この頃、白子は当時異例と称された合併を経て鈴鹿市白子町となり、白子町立型紙工業徒弟学校が鈴鹿市立工業学校に改称、航空機科が中心となるなど町全体が軍隊色に染まっていった。
第二次世界大戦終結後の1948年（昭和23年）、鈴鹿市の区域変更問題のもつれから白子町を鈴鹿市から分離しようとする運動が発生した。賛否両論が入り乱れ、決選投票に持ち込まれた結果、以下のように白子の独立は僅差で阻止された。なお当日有権者数は5795人であった。
|          | 得票数  | 得票率        |
| 分離賛成 | 2,290票 | 45.0％        |
| 分離反対 | 2,766票 | 54.4％        |
| 無効     | 28票    | 0.6％         |
| 計       | 5,084票 | 投票率 87.7％ |

鈴鹿海軍航空隊跡は1949年（昭和24年）に鈴鹿電気通信学園へ変わり、かつての軍港・白子港もコウナゴ漁中心の沿岸漁業基地へと変貌していった。町も近鉄名古屋線以西を中心に新しい住宅街が生まれ、伊勢参宮街道沿いの古い町並みを残す東部と一線を画すようになった。
1978年（昭和53年）11月1日には白子駅周辺に住居表示が導入されることとなり、白子に丁目が設定された。なお、住居表示の対象とならなかった地域は「白子町」として存続している。

### 地名の由来
- 『河芸郡史』によると、白貝・白魚が転訛して白子になったとされる[2]。
- 『平家物語』に登場する「古市の白児党」に由来するという説もある[2]。ここでいう「古市」とは白子の平安時代における地名だとされる[4]。

### 沿革
- 1889年（明治22年）4月1日 - 町村制施行により、江島村・寺家村と合併、奄芸郡（あんきぐん）白子町白子となる。
- 1896年（明治29年）3月29日 - 奄芸郡が河曲郡と合併したことにより河芸郡白子町白子となる。
- 1942年（昭和17年）12月1日 - 市町村合併により、鈴鹿市白子町となる。
- 1978年（昭和53年） - 白子町が分割され、鈴鹿市白子（一 - 四丁目）となる。

### 町名の変遷
| 実施後     | 実施年月日                | 実施前                                                                  |
| ---------- | ------------------------- | ----------------------------------------------------------------------- |
| 白子一丁目 | 1978年（昭和53年）11月1日 | 白子町（字 和田・濱ノ洲・鰡溜・嫁ヶ新改・寺地の一部）                   |
| 白子二丁目 | 1978年（昭和53年）11月1日 | 寺家町（字 北之郷・北渚の一部） 白子町（字 和田・鰡溜・嫁ヶ新改の一部） |
| 白子三丁目 | 1978年（昭和53年）11月1日 | 白子町（字 四丁ヶ坪・嫁ヶ新改・寺地・名古の一部）                       |
| 白子四丁目 | 1978年（昭和53年）11月1日 | 白子町（字 城堤全域、寺地・名古・丁田・網田坊・小山田・四丁ヶ坪の一部） |

## 世帯数と人口
2019年（令和元年）6月30日現在の世帯数と人口は以下の通りである。
| 丁目       | 世帯数    | 人口    |
| ---------- | --------- | ------- |
| 白子一丁目 | 421世帯   | 957人   |
| 白子二丁目 | 586世帯   | 1,331人 |
| 白子三丁目 | 356世帯   | 714人   |
| 白子四丁目 | 378世帯   | 810人   |
| 計         | 1,741世帯 | 3,812人 |

### 人口の変遷
1995年以後の国勢調査による人口の推移。
| 1995年（平成7年）  | 4,348人 | [ WEB 9 ]  |  |
| 2000年（平成12年） | 4,216人 | [ WEB 10 ] |  |
| 2005年（平成17年） | 4,213人 | [ WEB 11 ] |  |
| 2010年（平成22年） | 4,028人 | [ WEB 12 ] |  |
| 2015年（平成27年） | 3,860人 | [ WEB 13 ] |  |

### 世帯数の変遷
1592年以降の世帯数の推移。なお、1995年以後は国勢調査による推移。
| 1592年 - 1597年（文禄年間） | 214戸     | [ 4 ]      |  |
| 1872年（明治5年）           | 458戸     | [ 5 ]      |  |
| 1889年（明治22年）          | 460戸     | [ 5 ]      |  |
| 1995年（平成7年）           | 1,410世帯 | [ WEB 9 ]  |  |
| 2000年（平成12年）          | 1,463世帯 | [ WEB 10 ] |  |
| 2005年（平成17年）          | 1,580世帯 | [ WEB 11 ] |  |
| 2010年（平成22年）          | 1,619世帯 | [ WEB 12 ] |  |
| 2015年（平成27年）          | 1,601世帯 | [ WEB 13 ] |  |

## 学区
市立小・中学校に通う場合、学区は以下の通りとなる。
| 番・番地等 | 小学校             | 中学校               |
| ---------- | ------------------ | -------------------- |
| 全域       | 鈴鹿市立白子小学校 | 鈴鹿市立鼓ヶ浦中学校 |

## 伝統工芸
鈴鹿墨
9世紀に奈良から伝わったとされ、江戸時代に紀州藩の保護政策と墨需要の急増により発展した。資源の入手がしやすいという地理的条件と気候条件が製墨産業を支え、平成時代の日本国内シェアは約3割である。1980年（昭和55年）10月に通商産業省（当時）指定の伝統工芸品となる。白子二丁目に進誠堂墨舗があり、伝統の技を今に伝えている。
伊勢型紙
「伊勢形紙」とも表記する。こちらも9世紀の始まりと言われ、江戸時代には紀州藩が専売制を敷き、明治時代の白子町も「白子町立型紙工業徒弟学校」を開設するなど、積極的な支援を行ってきた。最盛期の関東大震災（1923年）頃には、当時の小学校教師が月給50円の時代に、型紙職人は300円をもらっていたほど景気が良かった。1952年（昭和27年）に当時の文化財保護法に基づき無形文化財に選定、1955年（昭和30年）には改正文化財保護法に基づき「伊勢型紙」が重要無形文化財に指定され、職人6名が重要無形文化財保持者（人間国宝）に認定された。さらに1978年（昭和53年）には通商産業省から伝統工芸用具に指定される。1980年（昭和55年）時点では年商約16億円、生産企業数281社で、平成時代では国内シェア99％を占める。元来は着物を染色するための型紙であるが、型紙そのものに美術的価値を見いだされ始めている。白子三丁目にある大杉型紙工業がテレビ番組などで紹介されることがある。

## 郷土料理
白子漁港で水揚げされた魚介類を使った郷土料理に特色がある。「こうなごの卵とじ」や「こうなごのくぎ煮」などが日常食として、「イワシの押しずし」が婚礼などのハレの日の食事として伝わっている。特に、「こうなごずし」に関しては鈴鹿短期大学の2名が1998年（平成10年）2月20日刊行の『日本調理学会誌 第31巻1号』にて、「鈴鹿市白子町の"こうなごずし"」として論文を発表している
。同論文によると、こうなごずしは酒・みりん・醤油・おろし生姜で煮込んだこうなごを太巻きにしたもので、旧県社の久留真神社の祭りに欠かすことのできない存在であるという。
2010年（平成22年）には、白子の青年有志が結成した黒子会が「しろこピザ」というご当地グルメを誕生させた。このピザには白子特産のこうなごと海苔を使うことが決められているほかは、具材に何を使ってもよいとされている。

## 出身人物
- 真山隼人（浪曲師）【鈴鹿市シティセールス特命大使。公益社団法人浪曲親友協会所属。関西最年少浪曲師】

## 交通
鉄道
近鉄名古屋線が通っているが、白子に駅はない。最寄り駅の白子駅は白子駅前にある。
バス
駅西住宅（三丁目）・白子高校・白子四丁目（以上四丁目）の3つのバス停があり、いずれもコミュニティバスのC-BUSが運行している。
- 白子・平田線 ベルシティ
- 白子・平田線 国府台東
- 白子・平田線 白子サンズ
- 白子・平田線 白子駅西

道路
- 国道23号 - 伊勢参宮街道をもとにした一般国道。伊勢平野の大動脈で、白子三丁目と四丁目の境界にもなっている。
- 三重県道6号四日市楠鈴鹿線 - 別名は白子街道。四日市市から伊勢湾岸を通り、「白子3」交差点で終点を迎える主要地方道。
- 三重県道563号稲生山線 - 「白子3」交差点を起点とし、鈴鹿市稲生に至る短い一般県道。

## 施設
| 白子一丁目 - 鈴鹿市立白子小学校 - 鈴鹿市立白子幼稚園 - 三重県水産研究所鈴鹿研究室 - 白子港 白子二丁目 - 唯信寺 - 進誠堂墨舗 | 白子三丁目 - 株式会社大杉型紙工業 - 伊勢マリンホーム白子 白子四丁目 - 三重県立白子高等学校 - 鈴鹿市消防本部鈴鹿市南消防署 - ホテルグリーンパーク鈴鹿 |

### 史跡
- 唯信寺
- 久留真神社 - 旧県社

## その他

### 日本郵便
- 郵便番号 : 510-0243[WEB 3]（集配局：白子郵便局[WEB 22]）。